# Антуан (герцог Брабанту)
Антуан I (фр. Antoine de Brabant; 1384 — 25 жовтня 1415) — 9-й герцог Брабантський в 1406—1415 роках, герцог Люксембурзький в 1411—1415 роках.

## Життєпис
Походив з Бургундської гілки династії Валуа. Четвертий син Філіппа II, герцога Бургундії, та Маргарити III Фландрської. Народився 1384 року. 1390 року його батьки передали Антуану свої права на володіння герцогині Жанни Брабантської.
1393 року отримав від батька графство Ретель. 1402 року в Аррасі оженився з представницею роду Сен-Поль. У 1404 році після смерті Філіппа II отримав герцогство Лімбург. У 1406 році Антуан вступив у володіння герцогством Брабантським і маркграфством Антверпен після смерті Жанни Брабантської. Натомість передав графство Ретель молодшому братові Філіппу. Після деяких суперечок здійснив радісний в'їзд до Брюсселя.
Перші роки приділяв увагу внутрішнім справам своїх герцогств. Він змінив управління державою за бургундським зразком. Була створена Рахункова палата для управління фінансами і палата Ради для вчинення правосуддя. Разом з тим фіскальна політика Антуана I сильно залежала від Бургундії і виявилася невдалою.
1407 року Антуан овдовів, а 1408 року повторно одружився з Єлизаветою фон Герліц, спадкоємицею герцогства Люксембург. 1408 році спільно з братом Жаном бургундським уклав союз з імператором Венцелем Люксембургом. Слідом за цим Антуан I захопив міста міст Монмеді, Дампвілль, Орхімон і Іво, де поставив губернатором колишнього тестя Валерана де Сен-Поль. Але невдовзі імператор змусив брабантського герцога звільнити ці міста.
У 1409 році вступив у конфлікт з Рупрехтом Вітельсбахом, королем Німеччини. В 1411 році після смерті Йоста Люксембурга, маркграфа Моравії, разом з дружиною отримав Люксембурзьке герцогство. Посилення Бургундського дому викликало занепокоєння імператора Сигізмунда Люксембурга, який 1412 року заявив, що Антуан успадкував Люксембург незаконно. 1413 року імператор сприяв повстанню в Люксембургу на чолі з сенешалем Уартом де Отелем.
Водночас Антуан I втрутився у війну арманьяків і бургіньйонів на боці старшого брата Жана I, герцога Бургундії. Йому часто доводилося бути посередником у конфліктах між Жаном Бургундським і його ворогом Людовиком Орлеанським. Антуан I сприяв укладенню 1414 року Арраського договору, за яким бургіньйони втрачали вплив у Франції, але Бургундія фактично ставала незалежною державою. Разом з тим дістав підтримку від арманьяків у приборканні Люксембургу.
1415 року із завершенням англо-французького перемир'я поновилися бойові дії Сторічної війни. Антуан I вирішив долучитися до французької армії. 22—25 жовтня того ж року він домовився з адами міст Левена, Брюсселя і Антверпена про збір ополчення, але, не чекаючи ці війська, з невеликим загоном вирушив до Азенкуру. Антуан I так поспішав, що був змушений позичити обладунки у свого камердинера, а плащ був наспіх виготовлений з геральдичної завіси. Незважаючи на всі намагання, герцог Брабанту прибув до Азенкуру занадто пізно — на той час французи зазнали цілковитої поразки. Антуан I все ж зважився на атаку англійців. Його невеликий загін був винищений ворогом.
Відомості про подальшу долю Антуана різняться. За одними даними, він був убитий на полі бою якимось англійцем. За іншими — був узятий в полон. Оскільки мав бідні обладунки, Антуана прийняли за звичайного лицаря, а тому вбили під час різанини бранців після битви. Основні сили брабанців, що підійшли через кілька днів, відшукали понівечене тіло герцога, перевезли його до Брюсселя й поховали в церкві Сен-Жан. Новим герцогом став його старший син Жан IV.

## Родина
1. Дружина — Жанна, донька Валерана III, графа Люксембург-Лін'ї і Сен-Поль.
Діти:
- Жан (1403—1427), 10-й герцог Брабанту
- Філіпп (1404—1430), 11-й герцог Брабанту

2. Дружина — Єлизавета, донька Йоганна Люксембурга, герцога Герліц.
Діти:
- Вільгельм (1410)
- дитина

2 бастарда